# گولما لیمهامن
گولما لیمهامن (به سوئدی: Gamla Limhamn) یک منطقهٔ مسکونی در سوئد است که در بخش مالمو واقع شده‌است. گولما لیمهامن ۵٬۴۸۴ نفر جمعیت دارد.